# Dudeneyev broj
Dudeneyjev broj je pozitivan cijeli broj koji je savršen kub, kod koga je zbroj njegovih znamenaka jednak kubnom korijenu tog broja. Postoji točno šest takvih brojeva (slijed A061209 u OEIS)
:
```
    1 =  1 x  1 x  1   ;   1 = 1
  512 =  8 x  8 x  8   ;   8 = 5 + 1 + 2
 4913 = 17 x 17 x 17   ;  17 = 4 + 9 + 1 + 3
 5832 = 18 x 18 x 18   ;  18 = 5 + 8 + 3 + 2
17576 = 26 x 26 x 26   ;  26 = 1 + 7 + 5 + 7 + 6
19683 = 27 x 27 x 27   ;  27 = 1 + 9 + 6 + 8 + 3
```

Ime potiče od Henryja Dudeneyja, koji je zabilježio postojanje ovih brojeva u jednoj od svojih zagonetki, Root Extraction (vađenje korijena), u kome ga profesor u penziji predlaže kao generalnu metodu za vađenje korijena.

## Vanske poveznice
- Uopćeni Dudeneyjevi brojevi
- Dokaz postojanja samo šest Dudeneyevih brojeva  Arhivirana inačica izvorne stranice od 20. listopada 2013. (Wayback Machine)